# Hawthorne Hotel
Hawthorne Hotel es un hotel histórico ubicado en Salem, Massachusetts. El hotel lleva el nombre del novelista Nathaniel Hawthorne. El US News & World Report lo clasificó como el hotel número 1 en Salem. Ha sido catalogado como uno de los mejores lugares embrujados de Massachusetts.
Su construcción comenzó en 1924. El 23 de julio de 1925 estaba abierto.